# Wakwa
Wakwa est un village de la commune de Ngaoundéré Ier situé dans la région de l'Adamaoua et le département de la Vina au Cameroun, à 10 km au sud de la ville de Ngaoundéré.
La localité comporte un centre de l'Institut de recherche agricole pour le développement (IRAD).
Elle est connue pour une race bovine qui porte son nom, la wakwa.